# ماري أوغوستا سكوت
ماري أوغوستا سكوت (بالإنجليزية: Mary Augusta Scott)‏ هي بروفيسورة وكاتِبة أمريكية، ولدت في 1851 في دايتون في الولايات المتحدة، وتوفيت في 1918.